# 브레이크하트 패스
브레이크하트 패스(Breakheart Pass)는 미국에서 제작된 톰 그리스 감독의 1975년 미스터리, 액션, 범죄 영화이다. 찰스 브론슨 등이 주연으로 출연하였고 제리 거쉬윈 등이 제작에 참여하였다.

## 출연

### 주연
- 찰스 브론슨
- 벤 존슨
- 질 아일랜드
- 찰스 더닝
- 로버트 크레나
- 에드 로터
- 데이빗 허들레스톤
- 리차드 크레나

### 조연
- 빌 맥키니
- 데이빗 허들레스톤
- 로이 젠슨
- 로버트 테시어

## 제작진
- 원작자: 알리스테어 맥클린
- 미술: 탐비 라슨